# Megascops choliba
Corujinha-sul-americana ou corujinha-do-mato (Megascops choliba) é uma espécie de ave da família Strigidae.
Pode ser encontrada nos seguintes países: Argentina, Bolívia, Brasil, Colômbia, Costa Rica, Equador, Guiana Francesa, Guiana, Panamá, Paraguai, Peru, Suriname, Trinidad e Tobago, Uruguai e Venezuela.
Os seus habitats naturais são: florestas subtropicais ou tropicais húmidas de baixa altitude e florestas secundárias altamente degradadas. São encontradas em todo o Brasil, principalmente em orla de matas, cerrados, sítios e cidades.
Nicho ecológico: A corujinha-do-mato não é estritamente noturna e fica quase sempre empoleirada em árvores. É uma das corujas mais comuns em cidades, parques urbanos e fazendas. Seu canto lembra o de um sapo-cururu. Caça grandes insetos como gafanhotos e mariposas, principalmente próximo a postes de iluminação, onde estes se concentram. Menos freqüentes em sua dieta, mas também importantes são pequenos vertebrados como camundongos e pequenos pássaros. Buscam abrigo diurno em troncos de  árvores mortas e podres, como aqueles feitos por pica-paus. É nesses buracos que também constrói seus ninhos

## Subespécies
São reconhecidas nove subespécies:
- Megascops choliba choliba (Vieillot, 1817) - ocorre no Sul do Brasil, do Sul do estado de Mato Grosso e São Paulo até o Leste do Paraguai;
- Megascops choliba luctisonus (Bangs & T. E. Penard, 1921) - ocorre da Costa Rica até o Noroeste da Colômbia; também ocorre nas Ilhas Pérolas do litoral do Panamá;
- Megascops choliba margaritae (Cory, 1915) - ocorre na Ilha Margarita, do litoral da Venezuela;
- Megascops choliba duidae (Chapman, 1929) - ocorre no Monte Duida no Sul da Venezuela;
- Megascops choliba cruciger (Spix, 1824) - ocorre do Leste da Colômbia até a Venezuela, nas Guianas, no Leste do Peru e no Nordeste do Brasil;
- Megascops choliba surutus (L. Kelso, 1941) - ocorre na Bolívia;
- Megascops choliba decussatus (Lichtenstein, 1823) - ocorre na região Central, Leste e Sul do Brasil;
- Megascops choliba wetmorei (Brodkorb, 1937) - ocorre no Oeste do Paraguai e no Norte da Argentina;
- Megascops choliba uruguaii (Hekstra, 1982) - ocorre do Sudeste do Brasil até o Uruguai e o Nordeste da Argentina.